# 尖被百合
尖被百合（学名：Lilium lophophorum），为百合科百合属下的一个植物种。
产四川、云南和西藏。生高山草地、林下或山坡灌丛中，海拔2700-4250米。